# Andropogon brasiliensis
Andropogon brasiliensis är en gräsart som beskrevs av A.Zanin och Longhi-wagner. Andropogon brasiliensis ingår i släktet Andropogon och familjen gräs. Inga underarter finns listade i Catalogue of Life.